# Чувашёва, Вера Михайловна
Ве́ра Миха́йловна Чувашёва (род. 25 января 1959, Кировград, Свердловская область), в замужестве Дубро́вских — советская и российская легкоатлетка, специалистка по бегу на средние дистанции. Выступала за сборные СССР, СНГ и России по лёгкой атлетике в конце 1980-х — начале 1990-х годов, победительница Кубка Европы, серебряная призёрка Кубка мира, многократная призёрка первенств национального значения, участница чемпионата мира в Штутгарте. Представляла Курганскую область. Мастер спорта СССР международного класса (1986). Старшина роты патрульно-постовой службы отдела внутренних дел города Шадринска (Курганская область).

## Биография
Вера Михайловна Чувашёва родилась 25 января 1959 года в многодетной (10 детей) семье в городе Кировграде Свердловской области.
По окончании восьми классов Кировоградской средней школы № 3 в 1974 году переехала на постоянное жительство в город Шадринск Курганской области, где училась в финансовом техникуме и одновременно с этим стала заниматься бегом в секции лёгкой атлетики. Тренер Михаил Михайлович Кислицын.
В 1977 году получила диплом по специальности «Учёт и оперативная техника в Госбанке» и поступила на работу в Шадринский городской Совет ДСО «Спартак» на должность инструктора по спорту.
В 1978 году выполнила норматив кандидата в мастера спорта и вошла в состав сборной РСФСР. С 1980 года — мастер спорта СССР по лёгкой атлетике.
Впервые заявила о себе в лёгкой атлетике на всесоюзном уровне в сезоне 1985 года, выиграв бронзовую медаль в беге на 800 метров на зимнем чемпионате СССР в Кишинёве. В марте 1985 года переведена в Курганский областной спорткомитет на должность инструктора.
В 1986 году на чемпионате СССР в помещении в Москве обошла всех своих соперниц на дистанции 800 метров и завоевала золотую медаль.
В 1989 году окончила Шадринский техникум физической культуры.
На чемпионате СССР 1989 года в Горьком взяла бронзу в беге на 800 метров.
В 1990 году на зимнем чемпионате СССР в Челябинске победила в дисциплине 1000 метров и стала серебряной призёркой в дисциплине 800 метров.
С мая 1990 года по июль 2010 года работала в отделе внутренних дел города Шадринска в должности милиционера роты патрульно-постовой службы, милиционера конвойного взвода охранно-конвойной службы милиции, старшины роты патрульно-постовой службы.
На зимнем чемпионате России в Волгограде взяла бронзу в беге на 800 метров и серебро в беге на 1500 метров, тогда как на чемпионате СНГ в помещении в Москве стала бронзовой призёркой в дисциплине 1500 метров. Попав в состав Объединённой команды, собранной из спортсменов бывших советских республик, выступила на Кубке мира в Гаване, где в программе бега на 3000 метров финишировала второй позади эфиопки Дерарту Тулу и вместе со своими соотечественницами одержала победу в командном зачёте.
В 1993 году на чемпионате России в Москве выиграла серебряную медаль в беге на 1500 метров, уступив в финале только Людмиле Рогачёвой. В той же дисциплине представляла российскую национальную сборную на чемпионате мира в Штутгарте, где с результатом 4:21,33 не смогла преодолеть предварительную квалификационную стадию, и на Кубке Европы в Риме, где была лучшей в личном и командном зачётах.
В 1998 году закончила свою спортивную карьеру. Проводы состоялись в Шадринском театре во время празднования 25-летнего юбилея Шадринского техникума физической культуры. 
За выдающиеся спортивные достижения в 1999 году была удостоена звания «Почётный гражданин города Шадринска». В качестве почётного гостя неоднократно принимала участие в традиционном Шадринском марафоне.

## Награды и звания
- Кандидат в мастера спорта СССР, 1978 год
- Мастер спорта СССР, 1980 год
- Мастер спорта СССР международного класса, 1986 год
- Почётный гражданин города Шадринска, 24 июня 1999 года
- Неоднократно награждалась почётными грамотами, знаками Центрального Совета Всесоюзного добровольного спортивного общества «Спартак», Курганского обкома КПСС, Курганского областного Совета народных депутатов, главы администрации Курганской области
- Памятный знак «За особые заслуги», Совет ветеранов МО МВД России «Шадринский», январь 2019 года[6].

## Спортивные достижения
- Серебряный призёр Кубка мира (Гавана, 1992 год); 3000 м — 9:08,30
- Чемпионка Кубка Европы (Рим, 1993 год); 1500 м — 4:16,03
- Двукратный чемпион СССР;
- Трёхкратный победитель Кубка СССР;
- Неоднократный призёр чемпионата СССР и Кубка СССР по лёгкой атлетике;
- Семикратный чемпион РСФСР;
- Пятикратный призёр РСФСР;
- Победитель матча СССР – Англия (Бирмингем, 1986 год);
- Победитель матча восьми стран (Милан, 1987 год);
- Бронзовый призёр матча СССР - Германия (Дуйсбург, 1991 год);
- Победитель матча СССР – Ирландия (Корк, 1991 год);
- Победитель матча РСФСР – Франция (Париж, 1992 год);
- Участница чемпионата мира (Штутгарт, 1993 год) 1500 м —  4:21.33 (10-е место в квалификационном забеге)[7]

## Семья
- Отец Михаил Алексеевич Чувашев (2 ноября 1921 года — 27 марта 1978 года)
- Мать Полина Семеновна Чувашева (21 ноября 1921 года — 23 мая 1999 года), мать-героиня
- Муж Владимир Николаевич Дубровских, майор юстиции в отставке, кандидат в мастера спорта по легкой атлетике. Свадьба была в 1993 году.
- Сын Роман Дубровских (род. 21 июня 1995 года)